# Aquihabitans
Aquihabitans es un género de bacterias grampositivas de la familia Iamiaceae. Actualmente (2024) contiene una sola especie: Aquihabitans daechungensis. Fue descrito en el año 2013. Su etimología hace referencia a habitante del agua. El nombre de la especie hace referencia al reservorio Daechung, en Corea del Sur. Es aerobia e inmóvil. Tiene un tamaño de 0,3-0,5 μm de ancho por 0,7-1 μm de largo. Catalasa y oxidasa positivas. Temperatura de crecimiento entre 15-37 °C, óptima a 30 °C. Forma colonias convexas, circulares, traslúcidas, de color blanquecino y con márgenes enteros en agar R2A. Es sensible a eritromicina, imipenem, kanamicina y estreptomicina. Resistente a penicilina. Tiene un contenido de G+C de 71,8%. Se ha aislado de agua dulce en el reservorio Daechung, en Corea del Sur. 